# Rede lógica de Markov
Uma rede lógica de Markov (MLN) é uma lógica probabilística que aplica as ideias de redes de Markov à lógica de primeira ordem, possibilitando inferência incerta. Redes lógicas de Markov generalizam a lógica de primeira ordem, no sentido de que, até certo ponto, todas as sentenças insatisfatíveis têm uma probabilidade igual a zero, e todas as tautologias têm probabilidade igual a um.

## História
O trabalho nesta área começou em 2003 por Pedro Domingos e Matt Richardson, e eles começaram a usar o termo MLN para descrevê-lo.

## Descrição
Resumidamente, é uma coleção de fórmulas da lógica de primeira ordem, para cada uma das quais é atribuído um número real, o peso. Tomados como uma rede de Markov, os vértices do grafo de rede são fórmulas atômicas, e as arestas são os conectivos lógicos utilizados para construir a fórmula. Cada fórmula é considerada um clique, e o manto de Markov (Markov blanket) é o conjunto de fórmulas em que um determinado átomo aparece. Uma função potencial é associada a cada fórmula, e assume valor 1 quando a fórmula é verdadeira, e 0 quando ela é falsa. A função potencial é combinada com o peso para formar a medida de Gibbs e a função de partição para a rede de Markov.
A definição acima encobre um ponto sutil: fórmulas atômicas não têm um valor verdade, a menos que elas sejam básicas e recebam uma interpretação; isto é, até que elas sejam átomos básicos com uma interpretação de Herbrand. Assim, uma rede lógica de Markov torna-se uma rede de Markov apenas em relação a uma determinada base (grounding) e interpretação; a rede de Markov resultante é chamada rede básica de Markov. Os vértices do grafo da rede básica de Markov são os átomos básicos. O tamanho da rede de Markov resultante, portanto, depende fortemente (exponencialmente) do número de constantes no domínio do discurso.

## Inferência
O objetivo da inferência em uma rede lógica de Markov é encontrar a distribuição estacionária do sistema, ou uma que seja próxima a essa; o fato de isso poder vir a ser difícil ou nem sempre possível é ilustrado pela riqueza de comportamento observada no modelo de Ising. Como em uma rede de Markov, a distribuição estacionária encontra a mais provável atribuição de probabilidades para os vértices do grafo; neste caso, os vértices são os átomos básicos de uma interpretação. Isto é, a distribuição indica a probabilidade de veracidade ou falsidade de cada átomo básico. Dada a distribuição estacionária, pode-se então realizar inferência no senso estatístico tradicional  de probabilidade condicional: obter a probabilidade {\displaystyle } que a fórmula A possui, dado que a fórmula B é verdadeira.
Inferências em MLNs podem ser realizadas utilizando-se técnicas de inferência padrão na rede de Markov sobre o subconjunto mínimo da rede de Markov relacionada (relevant), necessária para responder a questão. Estas técnicas incluem a amostragem de Gibbs, que é eficaz, mas pode ser excessivamente lenta para grandes redes, propagação de crença, ou aproximação através de pseudo-verossimilhança.